# Калларис, Константинос
Константинос Калларис (греч. Κωνσταντίνος Καλλάρης, 1858—1940) — генерал-лейтенант греческой армии, участник Балканских войн 1912—1913 годов, военный министр.

## Биография
Константинос Калларис родился в 1858 году в Афинах в семье выходцев с острова Псара. В июле 1880 года Калларис окончил военное училище и вступил в греческую армию в звании прапорщика инженерных войск. В 1897 году Калларис принял участие в греко-турецкой войне. 
В 1905 году майор Калларис получил назначение в Генеральный штаб, в котором прослужил до 1909 года. В 1911 году возглавил военное училище, но после предложения французской военной миссии, приглашённой для реорганизации греческой армии, был назначен командиром 2-й пехотной дивизии. Дивизия Каллариса стала образцовой, после чего сам Калларис получил звание генерал-майора.
Командуя 2-й дивизией, Калларис принял участие в Первой Балканской войне, первоначально в провинции Македония, а затем в провинции Эпир. Здесь в Эпире, в боях за освобождение города Янина погиб его старший сын, лейтенант запаса Спиридон Калларис. Похоронив сына, генерал Калларис продолжил сражение. 2-я дивизия была переброшена морем назад в Македонию, где с началом Второй Балканской войны приступила к ликвидации болгарских батальонов и нерегулярных отрядов в городе Салоники (после сдачи турками города греческой армии в октябре 1912 года по болгарскому запросу в город были допущены на отдых 2 болгарских батальона, число которых незаконно возросло перед началом болгарской атаки на бывших союзников: Сербию и Грецию).
После этого 2-я дивизия под командованием Каллариса сражалась под городом Килкис и в Кресненском ущелье. В этом сражении Калларис был ранен и пал со своего коня.
После окончания войны, в 1914 году, Калларис получил звание генерал-лейтенанта и возглавил только-что сформированный 1-й армейский корпус. В 1916 году Калларис меньше трёх месяцев занимал пост военного министра, а в июне 1918 года подал в отставку с военной службы.
Его младший сын, лейтенант артиллерии Ангелос Калларис, погиб в 1922 году во время малоазийского похода греческой армии.
Констатинос Калларис умер в 1940 году .